# Теплота (літургія)
Теплота — гаряча вода, яку використовує священнослужитель для приготування Святих Дарів для Святого Причастя під час Літургії вірних.

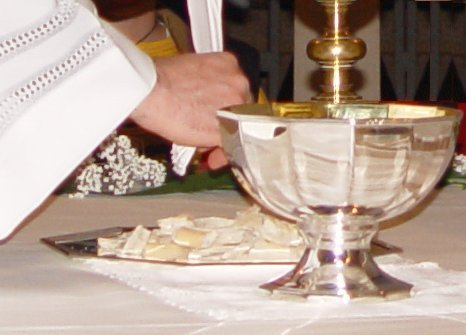
Євхаристія

З'єднавши освячені Дари Тіла і Крови Христа священнослужитель зі словами «Теплота віри, повна Духа Святого. Амінь» вливає теплоту в святу чашу, розводячи водою Святу Кров. Ці слова свідчать, що теплота є символом Святого Духа. Згадка про Святого Духа під час євхаристійної анафори символізує те, що Дух засвідчив про життя вічне, дароване нам Отцем, через Його Сина, Господа нашого Ісуса Христа.
Обряд теплоти відомий і прийнятий лише у візантійському обряді, инші Східні церкви його не знають. Православні церкви його зберегли, але не всюди практикують. Служебник Української греко-католицької церкви подає цей обряд з приміткою, що його можна дотримуватися або опускати за рішенням місцевого єрарха.
Обряд теплоти вимагає від священнослужителя надзвичайної обережності, щоб не зневажити чесну Кров Господа: вода має бути гаряча, як тіло Христа, і її має бути не багато, щоб не занадто розчинити Кров Христа. У кожній дії провина священника була б важкою.